# Clave (notación musical)

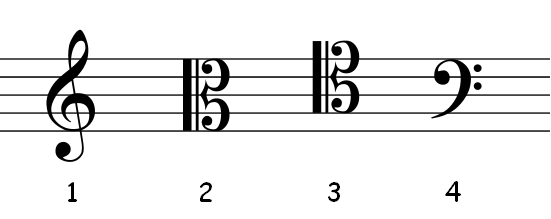
Cuatro de las claves más comunes.
1. Clave de sol en segunda (soprano)
2. Clave de do en tercera (alto)
3. Clave de do en cuarta (tenor)
4. Clave de fa en cuarta (bajo)

Do central representado en las claves más comunes.

La clave en notación musical es el signo cuya función es indicar la altura de la música escrita, asignando una determinada nota a una línea del pentagrama, que se toma como punto de referencia para establecer los nombres del resto de las notas. Se ubica al principio de cada pentagrama, aunque puede cambiarse en cualquier momento durante el transcurso de la obra si se requiere. Los tres símbolos actuales utilizados para representar las distintas claves —la clave de do, la clave de fa y la clave de sol— son el resultado de la evolución histórica de tres signos representados respectivamente por la letra «C», «F» y «G» conforme a la notación alfabética que se empleaba antiguamente.
Existen una serie de casos en los que se emplean signos de clave especiales, o bien, signos sustitutivos. Este es el caso de las claves de transposición de octava, que añaden una cifra (8 o 15) por encima o por debajo del signo de clave para indicar cuántas octavas y hacia dónde debe transportarse la música que aparece escrita en ese pentagrama. Entre los signos sustitutivos, está la clave neutral o clave de percusión, que a diferencia del resto de claves, se trata de una convención que indica que lo escrito a continuación en el pentagrama es para percusión y asigna a las diversas líneas y espacios instrumentos de percusión de altura no determinada en vez de alturas o notas musicales. Otro signo sustitutivo de la clave es el que se utiliza en la música para instrumentos con trastes que suele escribirse en tablaturas. Se señala que es una tablatura mediante las letras TAB representadas en sentido vertical al principio del pentagrama.

## Historia
La música inicialmente se transmitía oralmente, pero con el tiempo surgió la necesidad de anotarla para poder recordarla y transmitirla. Los primeros sistemas de notación eran bastante primitivos y solo indicaban la dirección ascendente o descendente de la voz. Uno de los problemas básicos era nombrar y representar por escrito los sonidos que se cantaban, de manera que la clave, cuyo origen se remonta al siglo X, fue uno de los primeros signos musicales en aparecer.
En los siglos XI y XII ya se usaban claves al inicio de los tetragramas. Al principio, en lugar de un signo específico de clave, la línea de referencia del pentagrama se etiquetaba solo con el nombre de la nota que debía aparecer, conforme a la notación alfabética. Estas claves de letras (litterae-clavis o claves signatae) eran las más frecuentes en la notación del canto gregoriano:

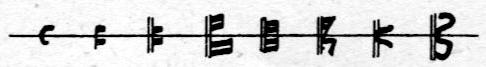
Evolución de la clave de do.

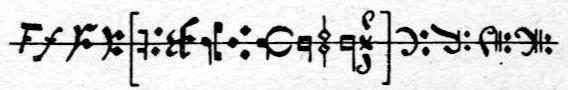
Evolución de la clave de fa.

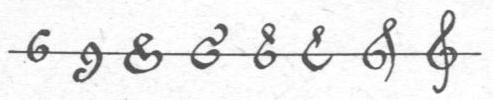
Evolución de la clave de sol.

- «C» (do): representaba la clave de do, es la más antigua. La «c» se dibujaba en minúscula, ya que la «C» mayúscula representaba una octava más baja.
- «F» (fa): representaba la clave de fa. En algún momento de su evolución, el signo estaba formado por tres pequeños cuadrados negros (la clave de do más un punto adicional).
- «G» (sol): representaba la clave de sol, que se unió con posterioridad a las otras dos claves. Aparecía escrita como una «g» minúscula.

Posteriormente se emplearon las claves de do y fa, que se podían situar en distintas líneas, en la segunda, tercera y cuarta del tetragrama. Este periodo se asocia a Guido d'Arezzo, que sentó las bases de la notación y el sistema musical actual, si bien con anterioridad ya hubo otro intento de notación propuesto por Hucbaldo. Más tarde, se utilizaron también para marcar las tesituras en las que cantaban las diferentes voces cuando se empezó a usar un sistema musical polifónico. Con el tiempo, esas letras se fueron estilizando hasta conformar las grafías actuales de las claves. Empezaron a modificarse durante la Edad Media y Renacimiento, pero sobre todo es a partir del año 1600 cuando se empieza a usar la grafía actual.
Muchas otras claves fueron empleadas, sobre todo en los primeros tiempos de la notación de canto. Entre ellas están la mayoría de las notas desde la baja Γ (gamma, la nota que hoy se escribe en la primera línea de la clave de fa en cuarta) hasta la nota G (sol) por encima del do central, representada mediante una g minúscula. También se incluyen dos formas de b minúscula para la nota por debajo del do central, representada con una b redonda para si bemol (B♭) y una b cuadrada para si becuadro (B♮). Estas claves fueron, en orden de frecuencia de uso: F, c, f, C, D, a, g, e, Γ, B y b redonda/cuadrada.

## Claves individuales
En la notación musical actual se emplean tres tipos de clave (do, fa y sol), que pueden estar colocados en diferente línea dentro del pentagrama. Las claves suplen las carencias del pentagrama, ya que el número de alturas que pueden representarse en este —incluso con líneas adicionales— no es ni remotamente cercano al número de notas que puede producir una orquesta. Los criterios para usar una clave u otra son básicamente dos: que la tesitura del instrumento que lo va a interpretar se adecue al rango de notas que impone la clave, y que sea lo más claro y sencillo posible para facilitar la lectura de la partitura al músico. Así pues, la clave determina la tesitura: la clave de sol para tesituras agudas asigna el sol4; la clave de fa para tesituras graves asigna el fa3 y la clave de do para tesituras intermedias asigna el do4. Cuanto más abajo en el pentagrama se sitúa una clave, más aguda será la tesitura que represente; por el contrario, cuanto más arriba esté la clave, representará una tesitura más grave. Al conjunto de las tres claves y las siete posiciones se le denomina «septiclavio».
En teoría, dado que hay cinco líneas en el pentagrama y tres claves, podríamos disponer de quince claves posibles. No obstante, seis de estas claves son redundantes. Por ejemplo, una clave de sol en tercera sería exactamente igual que una clave de do en primera. Eso deja nueve claves, todas las cuales han sido históricamente utilizadas: dos para la clave de sol, tres para la clave de fa y cuatro para la clave de do. Incluso la clave de do en quinta llegó a ser utilizada, aunque es redundante al ser igual que la clave de fa en tercera. Por ello, la clave de do se ganó el nombre de «clave de do móvil». En cualquier caso, actualmente solo cuatro claves se emplean con regularidad: sol en segunda, fa en cuarta, do en cuarta y do en tercera; de las cuales las dos primeras son las más frecuentes.

1. Clave de sol en primera
2. Clave de sol en segunda
3. Clave de do en primera
4. Clave de do en segunda
5. Clave de do en tercera
6. Clave de do en cuarta
7. Clave de do en quinta
8. Clave de fa en tercera
9. Clave de fa en cuarta
10. Clave de fa en quinta

| 1. Clave de sol en primera 2. Clave de sol en segunda | 3. Clave de do en primera 4. Clave de do en segunda 5. Clave de do en tercera 6. Clave de do en cuarta 7. Clave de do en quinta | 8. Clave de fa en tercera 9. Clave de fa en cuarta 10. Clave de fa en quinta |

### Clave desol
El símbolo empleado para representar esta clave proviene de una versión estilizada de la letra G, que en notación musical alfabética representa la nota sol. En concreto, el signo se basa en una espiral parecida a una G, que va unida a una especie de S. Esta clave sitúa en el pentagrama a la nota sol4 (según el índice registral científico), G4 (según la notación anglosajona) o sol3 según el índice registral franco-belga.
Se trata de la nota sol que se encuentra cuatro teclas blancas a la derecha del do central del piano. La clave de sol, generalmente utilizada para representar sonidos agudos, puede presentar dos posiciones: en segunda y primera línea. Tal colocación viene determinada por el inicio de la espiral de esta clave, si bien en notación moderna la última de ellas ha caído en desuso.

#### Clave desolen segunda
|  | La clave de sol situada sobre la segunda línea del pentagrama se denomina clave de sol en segunda o simplemente clave de sol. En el período barroco era conocida como «clave italiana». Actualmente en inglés y alemán se llama respectivamente «treble clef» («clave para agudos») y Violinschlüssel («clave de violín»). Al ser apropiada para representar sonidos agudos, aparece en la música para los instrumentos con tesituras más altas; sobre todo el oboe, la flauta, el violín, algunos instrumentos de percusión y la mano derecha del piano (a diferencia de la mano izquierda, que suele estar en clave de fa). En música vocal, las voces de soprano y contralto están en esta clave; si bien, en sus orígenes no era así, porque cada una tenía una clave propia. La clave de sol es la más usada en la actualidad. |

#### Clave desolen primera (en desuso)
|  | La clave de sol situada sobre la primera línea del pentagrama se denomina clave de sol en primera o antiguamente «clave francesa» y «clave de violín», puesto que se utilizaba en las partituras para violín. Hoy en día ha caído en desuso, pero durante los siglos XVII y XVIII sobre todo en Francia, era costumbre escribir la música para violín o flauta en la clave de sol en primera, ya que daba la posibilidad de representar en el pentagrama sonidos un poco más agudos. Esta clave asigna a las notas el mismo nombre que la clave de fa en cuarta, pero en una tesitura más aguda. |

### Clave defa
El símbolo empleado para representar esta clave proviene de una versión estilizada de la letra F, que en notación alfabética representa la nota fa. Esta clave sitúa en el pentagrama a la nota fa3 (F3 en notación científica americana y fa2 en notación franco-belga). La línea a la que se refiere se delimita con dos pequeños puntos, uno encima del otro, que se colocan a la derecha de la clave. Esta clave puede presentar tres posiciones: en cuarta, tercera y quinta línea. Si bien, en notación moderna las dos últimas han caído en desuso. Generalmente se emplea para representar sonidos graves.

#### Clave defaen cuarta
|  | La clave de fa situada en la cuarta línea del pentagrama se denomina clave de fa en cuarta y antiguamente «clave de bajo», ya que la música para la voz de bajo se escribía en esta clave. En la actualidad, la usan sobre todo los instrumentos más graves de la cuerda frotada, (violonchelo, contrabajo); junto con los más graves del viento metal (tuba, trombón) y del viento madera (fagot, contrafagot). Puede encontrarse igualmente en el pentagrama inferior del arpa o instrumentos de teclado como el piano, así como en la música para percusión (principalmente usada para timbales, aunque en ocasiones también para otros instrumentos como caja, bombo o platillos). Se trata de la clave en uso que permite escribir sonidos más graves sobre el pentagrama. |

#### Clave defaen tercera
|  | La clave de fa situada en la tercera línea del pentagrama se denomina clave de fa en tercera y antiguamente «clave de barítono», ya que la música vocal para barítono se escribía en esta clave. Era empleada como clave de transposición para instrumentos de tesituras graves. Hoy en día, su uso está limitado prácticamente al transporte por parte de los intérpretes de instrumentos no transpositores. |

#### Clave defaen quinta (en desuso)
|  | La clave de fa situada en la quinta línea del pentagrama se denomina clave de fa en quinta y antiguamente «clave de subgrave». Algunos compositores la llegaron a utilizar en alguna ocasión, como Ockeghem, Heinrich Schütz o más tarde Bach en la Ofrenda musical; pero en la actualidad ha caído en desuso. Esta clave asigna a las notas el mismo nombre que la clave de sol en segunda, pero en una tesitura dos octavas más grave, con lo que proporciona la tesitura más grave de todas las posibles combinaciones de claves en el pentagrama. |

### Clave dedo
El símbolo empleado para representar esta clave proviene de una versión estilizada de la letra C, que en notación alfabética representa a la nota do. En concreto el signo está formado por dos C al revés, una encima de la otra.
Esta clave sitúa en el pentagrama a la nota do central o do4 (C4 en notación científica americana, do3 en notación franco-belga y do5 en notación de Riemann). Esta clave puede presentar cinco posiciones: en quinta, cuarta, tercera, segunda y primera línea. Si bien, en notación moderna la primera y las dos últimas han caído en desuso. Generalmente se emplea para representar sonidos medios.

#### Clave dedoen tercera
|  | La clave de do situada sobre la tercera línea del pentagrama se denomina clave de do en tercera o «clave de contralto», debido a que la música para contralto se solía representar en esta clave. También se asocia con la voz de contratenor, recibiendo también el nombre de «clave de contratenor». Se usa en la música para viola, viola da gamba, mandola y a veces para trombón alto. Igualmente se puede ver en instrumentos encargados de voces intermedias como el oboe o la flauta dulce; además de aparecer en la música vocal antigua. Algunos vestigios de esta clave sobreviven en las partes escritas para trompa por Serguéi Prokófiev, así como en sus sinfonías. En ocasiones, aparece en la música para tecla hasta nuestros días como los corales para órgano de Brahms o Dream para piano de John Cage. |

#### Clave dedoen cuarta
|  | La clave de do situada sobre la cuarta línea del pentagrama se denomina clave de do en cuarta o «clave de tenor», debido a que la música para tenor solía representarse en esta clave. Se utiliza en la música escrita para fagot, como clave de transición para algunas notas agudas del violonchelo así como para representar las notas agudas del trombón tenor y del bombardino. En ocasiones, se puede ver todavía en partituras de música vocal antigua. |

#### Clave dedoen primera (en desuso)
|  | La clave de do situada sobre la primera línea del pentagrama se denomina clave de do en primera o «clave de soprano». En la actualidad ha caído en desuso limitándose su empleo prácticamente al transporte por parte de los intérpretes de instrumentos no transpositores. En otros tiempos se empleaba sobre todo para representar la parte de soprano en las partituras vocales. |

#### Clave dedoen segunda (en desuso)
|  | La clave de do situada sobre la segunda línea del pentagrama se denomina clave de do en segunda o «clave de mezzosoprano», debido a que la música para mezzosoprano solía escribirse en esta clave. Actualmente apenas se usa, excepto para algunos fragmentos con el fin de evitar un excesivo número de líneas adicionales en la música para mezzosoprano, así como para el transporte por parte de los intérpretes de instrumentos no transpositores. |

#### Clave dedoen quinta (en desuso)
|  | La clave de do situada sobre la quinta línea del pentagrama se denomina clave de do en quinta. Esta clave rara vez aparece en partituras actuales, ya que es exactamente equivalente a la clave de fa en tercera. De hecho, ambas reciben la denominación «clave de barítono». |

## Otras claves

### Claves de transposición de octava
|  | En ocasiones, las claves no representan el sonido real que emite un instrumento. En algunos casos el instrumento está afinado una octava más grave de lo que indica la clave en la que está escrito y en otros casos el instrumento está afinado una octava más agudo. A esto se le llama «octavación» o «transposición de octava». La clave de sol ha sido utilizada desde el siglo XVIII para la transposición de instrumentos que suenan una octava más baja, como la guitarra, la flauta de pico alto o la voz de tenor en música vocal. Por su parte, el contrabajo y el contrafagot se escriben en clave de fa en cuarta, pero suenan una octava más grave. Para evitar ambigüedades, especialmente en el contexto de la música coral, se emplean claves modificadas: - La clave de sol con un «8» por debajo: indica que las alturas suenan una octava por debajo del valor escrito. Dado que la verdadera clave de tenor o clave de do en cuarta en general ha caído en desuso en las partituras vocales, la clave de sol "octavada hacia abajo" a menudo se llama «clave de tenor». Suele aparecer en las partes de tenor escritas conforme a la configuración SATB y a veces se utiliza también para el bombardino. Estrictamente hablando, una partitura de guitarra (acústica o eléctrica) debería tener una clave de sol con un «8» por debajo puesto que sus notas coinciden con la tesitura del piano una octava más abajo. Es decir, el do escrito en la primera línea adicional debajo de un pentagrama tocado en una guitarra corresponde al do3 mientras que, en una partitura de piano, esta misma nota corresponde al do4; no obstante, esto es en muchos casos dado por entendido y se suele omitir. Existen otras opciones para representar el mismo concepto: - Una doble clave formada por dos claves de sol en parte superpuestas entre sí. - La clave de do en el tercer espacio es la opción menos común y se puede confundir fácilmente con la clave de do en cuarta. - La clave de sol con un «8» por encima: indica que las alturas suenan una octava por encima del valor escrito. Esta transposición se puede utilizar en el piccolo que se escribe en clave de sol, el tin whistle, la flauta dulce soprano y otros instrumentos agudos de viento madera. - También existe la posibilidad de añadir un «15» tanto por debajo como por encima de la clave de sol, lo que supondría dos octavas de diferencia. El «15» por debajo de la clave se puede ver en las partituras para órgano. |

|  | La clave de fa también puede ser anotada con un signo de transposición de octava. - La clave de fa con un «8» por debajo: a veces se usa para instrumentos como el contrabajo o el contrafagot. - La clave de fa con un «8» por encima: se utiliza para la flauta de pico bajo y en ocasiones, aunque rara vez se utiliza para las partes de contratenor. Es llamada «clave de contratenor», ya que para un bajo o un barítono es fácil de leer mientras canta la parte en falsetto. Sin embargo, ambas son muy raras. - La clave de fa sin modificaciones es tan común que los intérpretes de instrumentos y voces cuyos rangos se encuentran por debajo del pentagrama, simplemente conocen el número de líneas adicionales de cada nota por la práctica. Si las notas reales de una línea se encuentran significativamente por encima de la clave de fa, el compositor o editor a menudo escribe la parte, ya sea en la clave de sol estricta o bien anotada una octava por debajo. |

En la mayoría de los casos los editores de partituras no se molestan en añadir el «8» a las claves de estos instrumentos transpositores, ya que consideran que la diferencia de octavas está sobreentendida. En otros casos se añade en algún fragmento de la obra en notación octavada utilizando 8.ª u 8.ª alta en el caso de que sea más aguda y 8vb u 8.ª bassa en el caso de que sea más grave. De esa manera, se evita un cambio de clave o un excesivo número de líneas adicionales.

### Clave neutral
|  | La clave neutral o clave de percusión, a diferencia del resto de claves, no asigna notas musicales a las diversas líneas y espacios, sino que asigna instrumentos de percusión de altura no determinada. Se trata de una convención que indica que lo escrito a continuación en el pentagrama es para este tipo de instrumentos, y por tanto no tiene ninguna altura o afinación concreta. Con la excepción de algunas distribuciones de percusión comunes como la batería, la codificación de líneas y espacios a instrumentos no está estandarizada, por lo que es necesaria una leyenda o indicación sobre el pentagrama que señale lo que hay que tocar. Por otra parte, los pentagramas con una clave neutral no siempre tienen cinco líneas; en ocasiones, las pautas musicales para percusión solo tienen una línea, aunque pueden ser utilizadas otras configuraciones. Los instrumentos de percusión de altura determinada no utilizan la clave neutral, sino que suelen ser anotados en pentagramas diferentes a la percusión de altura no definida. La música para timbales se anota en clave de fa y la música para instrumentos de percusión de láminas (xilófonos, metalófonos, marimbas, etc.) se escriben en clave de sol o bien en un sistema de dos pentagramas. Asimismo, la clave neutral se usa a veces para indicar el empleo de técnicas extendidas sin altura definida en instrumentos que no son de percusión, tales como golpear el cuerpo de un violín, de un violonchelo o de una guitarra acústica, o cuando a un coro se le dan instrucciones de pisotear, aplaudir o chasquear los dedos. No obstante, lo más frecuente es que los ritmos sean representados mediante signos de «X» en el pentagrama convencional con un comentario colocado por encima sobre la acción rítmica apropiada. También es usada a veces para la notación de beatboxing en plataformas como Musescore. |

### Clave de tablatura
|  | La música para guitarra, bajo y otros instrumentos con trastes en muchas ocasiones no aparece escrita en pentagramas tradicionales, sino en tablaturas. A diferencia de los pentagramas, no se representa la nota, sino la posición de los dedos sobre los trastes. Para señalar que es una tablatura se indica al comienzo de la obra con las letras TAB en sentido vertical en lugar de una clave. El signo de TAB tendría el mismo significado que la clave de percusión, ya que no es una clave en sentido estricto, sino más bien un símbolo que se emplea en vez de una clave. El número de líneas de la tablatura no es necesariamente cinco, ya que cada línea representa una de las cuerdas del instrumento. Así por ejemplo, se utilizan seis líneas para las guitarras de seis cuerdas, siete para una guitarra de siete cuerdas o cuatro líneas para el bajo tradicional. Los números que aparecen sobre las líneas describen qué traste debe pulsarse sobre la cuerda. |

## Representación gráfica

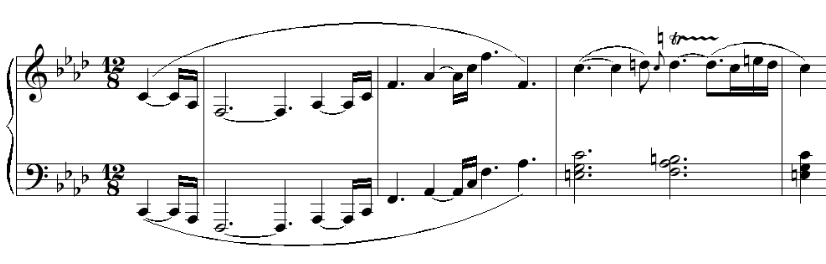
Música para piano en dos pentagramas (Sonata Appassionata de Beethoven).

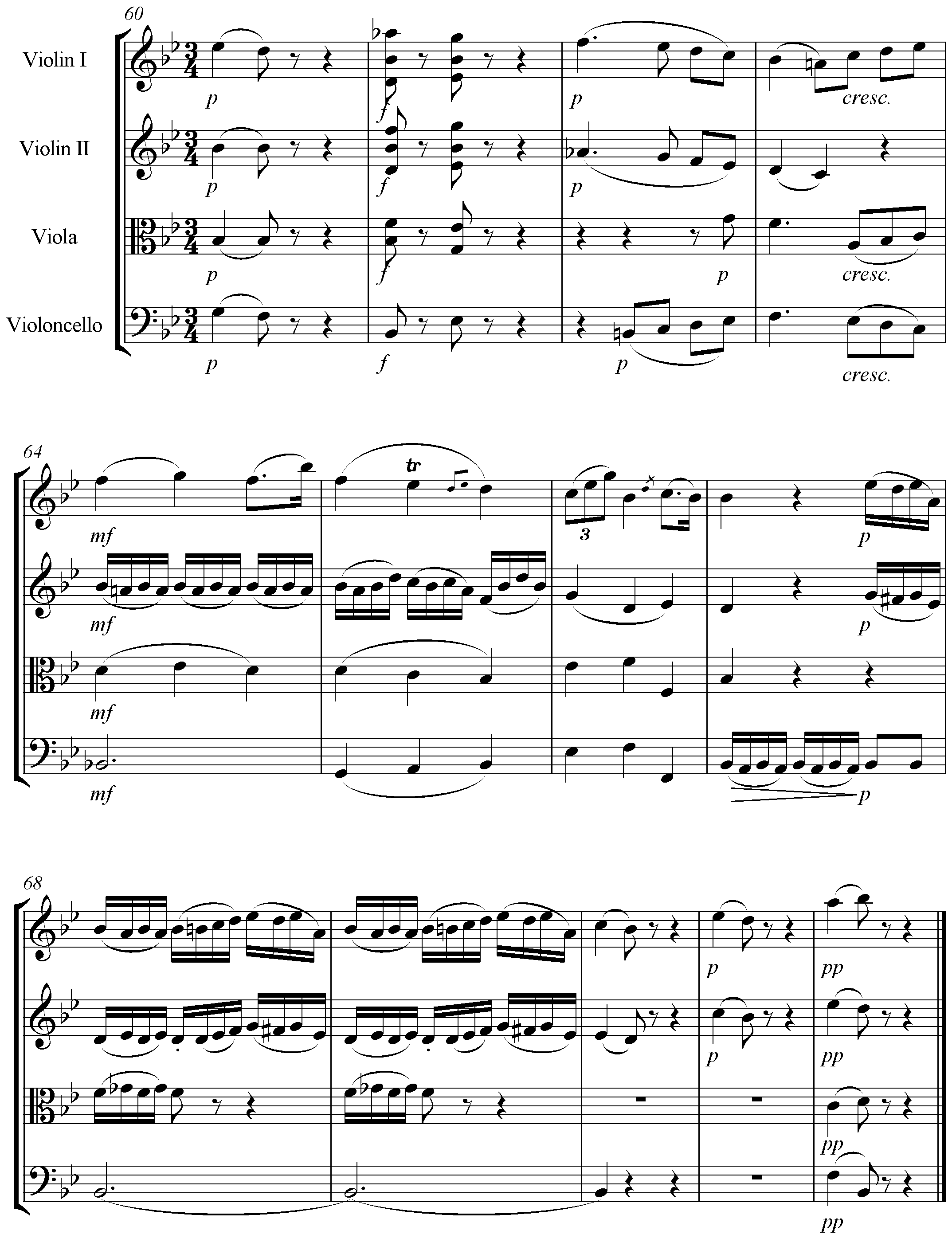
Música para cuarteto de cuerda en cuatro pentagramas (Cuarteto de cuerda n.º 2, op. 33 de Haydn).

Las claves deben representarse al inicio de la obra, situándose antes de la armadura y del compás. Asimismo, deberán aparecer en el primer compás de cada pentagrama a lo largo de toda la obra, siempre antes de la armadura; aunque algunos editores no lo hacen. Si fuese necesario cambiar la clave en medio de una partitura, porque cambie la tesitura y un fragmento más agudo o más grave requeriría demasiadas líneas adicionales, el cambio podrá realizarse en cualquier punto de la obra, aunque no sea el primer compás del pentagrama.
Música pianística
La música para piano, instrumento de gran registro, se escribe generalmente en un sistema de dos pentagramas: el superior —que se toca con la mano derecha— en clave de sol y el inferior —que se toca con la izquierda— en clave de fa. Excepcionalmente, en algunas piezas ambos pentagramas pueden estar en clave de sol o de fa; otras veces esta regla se cambia al exigir cruces de manos o al escribir ambas manos en un único pentagrama. Por ejemplo, la transcripción hecha por György Cziffra de la Tritsch-Tratsch Polka de Johann Strauss hijo, cuyo comienzo está escrito en solo un pentagrama. En los sistemas de pentagramas, las claves funcionan exactamente igual que si solo hubiese un pentagrama, cumpliéndose las normas generales de claves ya descritas.
Música para más de un instrumento
Cuando se escribe música para dúos, tríos, cuartetos, quintetos, orquestas de cámara, orquestas sinfónicas, etc., todos los instrumentos se suelen representar en una sola partitura, ordenándose de manera vertical desde las tesituras más agudas a las más graves. En las partituras orquestales, que son utilizadas como guía por el director de orquesta, se mantienen las reglas generales de colocación de las claves. Así pues, el pentagrama de cada instrumento es independiente y se representa en la clave correspondiente. Por otra parte, están las particelle o partituras específicas para cada instrumento, que son utilizadas por cada intérprete.
Música para más de una voz
En música vocal y coral todas las voces se suelen representar en una sola partitura, cada una en su pentagrama correspondiente, al igual que en las particelle. En polifonía vocal las voces más habituales son cuatro: soprano, contralto, tenor y bajo. Hasta hace un siglo, las claves empleadas para cada voz eran distintas a las que se suelen usar en la actualidad.
- La voz de soprano era representada en clave de do en primera o «clave de soprano».
- La voz de contralto era representada en clave de do en tercera o «clave de contralto».
- La voz de tenor era representada en clave de do en cuarta o «clave de tenor».
- La voz de bajo era representada en clave de fa en cuarta o «clave de bajo».

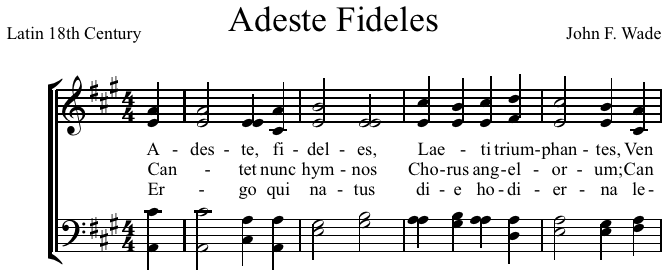
Música vocal en dos pentagramas.

Actualmente la correspondencia entre claves y voces ha variado, excepto para algunos fragmentos.
- La voz de soprano es representada en clave de sol en segunda.
- La voz de contralto es representada en clave de sol en segunda.
- La voz de tenor es representada en clave de sol en segunda, aunque como su tesitura es una octava más grave, se suele añadir un pequeño 8 en la parte inferior de la clave.
- La voz de bajo es representada en clave de fa en cuarta.

En ocasiones, las partituras vocales pueden aparecer escritas en dos pentagramas en lugar de cuatro. De esta manera, en el pentagrama superior, en clave de sol, se representan las voces de soprano y contralto; mientras en el inferior, en clave de fa en cuarta se representan las voces de tenor y bajo.